# Brian Stepanek
Brian Patrick Stepanek (Cleveland (Ohio), 6 februari 1971) is een Amerikaanse acteur. Hij is bekend voor zijn rol als Arwin Q. Hawkhauser in The Suite Life of Zack & Cody.
Hij is sinds 2002 getrouwd en heeft een zoon. Hij speelde van 2014 tot 2018 in de Nickelodeon serie Nicky, Ricky, Dicky & Dawn.

## Filmografie
| Film             | Film                                            | Film                                | Film                    |
| Jaar             | Film/Serie                                      | Rol                                 | Opmerkingen             |
| ---------------- | ----------------------------------------------- | ----------------------------------- | ----------------------- |
| 2022             | The Really Loud House                           | Lynn Loud Sr                        | Vader                   |
| 2021             | A Loud House Christmas                          | Lynn Loud Sr                        |                         |
| 2017-2023        | Young Sheldon                                   | Hubert Givens                       |                         |
| 2017             | The Thundermans                                 | Professor Meteoor                   | Gastrol in 1 aflevering |
| 2014-2018        | Nicky, Ricky, Dicky & Dawn                      | De vader van de vierling            | Hoofdrol                |
| 2011             | Mike & Molly                                    | Onbekend                            | 1 aflevering            |
| 2009             | Hatching Pete                                   | Onbekend                            |                         |
| 2008 - 2009      | Brian O'Brian                                   | Zichzelf                            |                         |
| 2008, 2010, 2011 | The Suite Life on Deck                          | Arwin Hawkhauser/Milos Hawkakapolis | 3 afleveringen          |
| 2008             | Sweet Sixteen                                   | Mr. Lawrence                        |                         |
| 2007             | Transformers                                    | Sector Seven Agent                  | 1 aflevering            |
| 2007             | Kim Possible                                    | Mathter                             |                         |
| 2007             | Shorty McShorts' Shorts                         | Roboat                              | 1 aflevering            |
| 2007             | Too Many Robots                                 | Roboat                              |                         |
| 2006             | Charlotte's Web                                 | Sheep Group                         |                         |
| 2006             | Over the Hedge                                  | Nugent the dog                      |                         |
| 2005 - 2008      | The Suite Life of Zack & Cody                   | Arwin Hawkhauser                    |                         |
| 2005             | Cuts                                            | Meter Maid                          | 3 afleveringen          |
| 2005             | Analyze What?                                   | Meter Maid                          |                         |
| 2005             | Strictly Biz-Nass                               | Meter Maid                          |                         |
| 2005             | Welcome Back Barber-rino                        | Meter Maid                          |                         |
| 2005             | The Island                                      | Gandu Three Echo                    |                         |
| 2005             | Jade Empire                                     | Jade                                |                         |
| 2005             | CSI: Miami                                      | Andrew Stamler                      | 1 aflevering            |
| 2005             | Money Plane                                     | Andrew Stamler                      |                         |
| 2004             | Lemony Snicket's A Series of Unfortunate Events | Extra voice-over                    |                         |
| 2004             | Father of the Pride                             | Roger                               | 3 afleveringen          |
| 2004             | Possession                                      | Roger the Orangutan                 |                         |
| 2004             | Larry's Debut, and Sweet Darryl Hannah Too      | Roger                               |                         |
| 2004             | What's Black and White and Depressed All Over?  | Roger                               |                         |
| 2003             | NYPD Blue                                       | Freddie Langford                    | 1 aflevering            |
| 2003             | Frickin' Fraker                                 | Freddie Langford                    |                         |
| 2003             | Lionheart                                       | Stem computerspel                   |                         |
| 2003             | Malcolm in the Middle                           | Stan                                | 1 aflevering            |
| 2003             | Baby: Part 1                                    | Stan                                |                         |
| 2003             | Six Feet Under                                  | Melinda's ex-verloofde              | 1 aflevering            |
| 2003             | The Opening                                     | Melinda's ex-verloofde              |                         |
| 2003             | What I Like About You                           | Lowell                              | 1 aflevering            |
| 2003             | Holly's First Job                               | Lowell                              |                         |
| 2002             | Friday After Next                               | Officer #3                          |                         |
| 2002             | The Drew Carey Show                             | Bob                                 | 1 aflevering            |
| 2002             | The Dawn Patrol                                 | Bob                                 |                         |
| 2002             | JAG                                             | Lt. Murtaugh                        | 1 aflevering            |
| 2002             | Offensive Action                                | Lt. Murtaugh                        |                         |
| 2002             | Murder by Numbers                               | Parole Board Marshall               |                         |
| 2001             | Kissing Jessica Stein                           | Peter                               |                         |
| 2001             | The Seventh Sense                               | Frankie                             |                         |
| 2000             | The West Wing                                   | Senator's Aide                      |                         |
| 2000             | The Lame Duck Congress                          | Senator's Aide                      |                         |
| 2000             | Shasta McNasty                                  | Vic                                 |                         |
| 2000             | Behind the Band 2010                            | Vic Drake                           |                         |
| 2000             | The Sugar Pill                                  | Vic                                 |                         |
| 1999             | Children of the Struggle                        | Deputy Assailant                    |                         |
| 1999             | Turks                                           | Gavin Reed                          |                         |
| 1999             | In the Fracas                                   | Gavin Reed                          |                         |
| 1998             | Cupid                                           | Kevin                               |                         |
| 1998             | The Linguist                                    | Kevin                               |                         |

- International Standard Name Identifier: 0000 0000 6528 4447
- Library of Congress Control Number: no2009107901
- Virtual International Authority File: 91151160
- WorldCat: E39PBJc3CQGp8pDF3f9XPhxxDq